# Eisner Award para Best Humor Publication
O Eisner Award para Best Humor Publication (em português, Melhor Publicação de Humor) é uma das categorias do Will Eisner Comic Industry Award, popularmente conhecido como Eisner Awards. A cerimônia foi estabelecida em 1988 e desde então é realizada durante a convenção "Comic-Con", que ocorre anualmente em San Diego, Califórnia.
A categoria foi incluída na premiação em 1992, e o primeiro prêmio foi atribuído à Groo the Wanderer, revista então publicada pela Marvel Comics através de seu selo editorial "Epic" e produzida pelo roteirista Mark Evanier e pelo cartunista Sergio Aragonés. As obras da dupla acumulariam o maior número de indicações à categoria, em 1993, 1994, 1995, 1997, 1999 e 2015, vencendo em 1997 por causa dos especiais Sergio Aragones Destroys DC e Sergio Aragones Massacres Marvel, e em 1999, novamente por Groo. Entre 1993 e 1995, uma mesma série - Bone, de Jeff Smith - acumularia três sucessivas vitórias, feito ainda não repetido por nenhuma outra obra ou autor.
Em 2013 e 2014, duas obras do cartunista Jeffrey Brown, Darth Vader and Son e Vader's Little Princess, respectivamente, seriam as vencedoras da categoria. A atual vencedora é a série The Way of the Househusband, vol. 1, publicada pela VIZ Media, escrita e ilustrada por  Kousuke Oono.

## Histórico
Entre 1985 e 1987, a editora Fantagraphics Books promoveu o Kirby Awards, uma premiação dedicada à indústria dos quadrinhos e com os vencedores recebendo seus prêmios sempre com a presença do artista Jack Kirby. As edições do Kirby Awards eram organizadas por Dave Olbrich, um funcionário da editora. Em 1987, com a saída de Olbrich, a Fangraphics decidiu encerrar o Kirby Awards e instituiu o Harvey Awards, cujo nome é uma homenagem à Harvey Kurtzman. Olbrich, por sua vez, fundou no mesmo ano o "Will Eisner Comic Industry Award".
Em 1988, a primeira edição do prêmio foi realizada, no mesmo modelo até hoje adotado: Um grupo de cinco membros reune-se, discute os trabalhos realizados no ano anterior, e estabelece as indicações para cada uma das categorias, que são então votadas por determinado número de profissionais dos quadrinhos e os ganhadores são anunciados durante a edição daquele ano da San Diego Comic-Con International, uma convenção de quadrinhos realizada em San Diego, Califórnia. Por dois anos o próprio Olbrich organizou a premiação até que, ao ver-se incapaz de reunir os fundos necessários para realizar a edição de 1990 - que acabou não ocorrendo - ele decidiu transferir a responsabilidade para a própria Comic-Con, que desde 1990 emprega Jackie Estrada para organizá-lo. A premiação costumeiramente ocorre às quintas-feiras à noite, durante a convenção, sendo sucedida na sexta-feira pelos Inkpot Awards.
Em 28 de dezembro de 2005, a organização do prêmio anunciou a aberta das inscrições para o prêmio, convidando editoras e autores independentes a apresentarem suas indicações até março de 2006, para serem submetidas aos juízes, que considerariam os trabalhos e selecionariam os indicados. No anúncio, a categoria "Best Humor Publication" foi incluída, mas, quando as indicações foram oficialmente anunciadas em maio de 2006, a categoria não foi incluída em razão da similaridade dentre as indicações para "Best Writer/Artist: Humor" naquele ano.

## Vencedores
| Ano  | Obra | Roteiro | Arte | Editora | Indicados | Nota          |
| ---- | --- | --- | --- | --- | --- | ------------- |

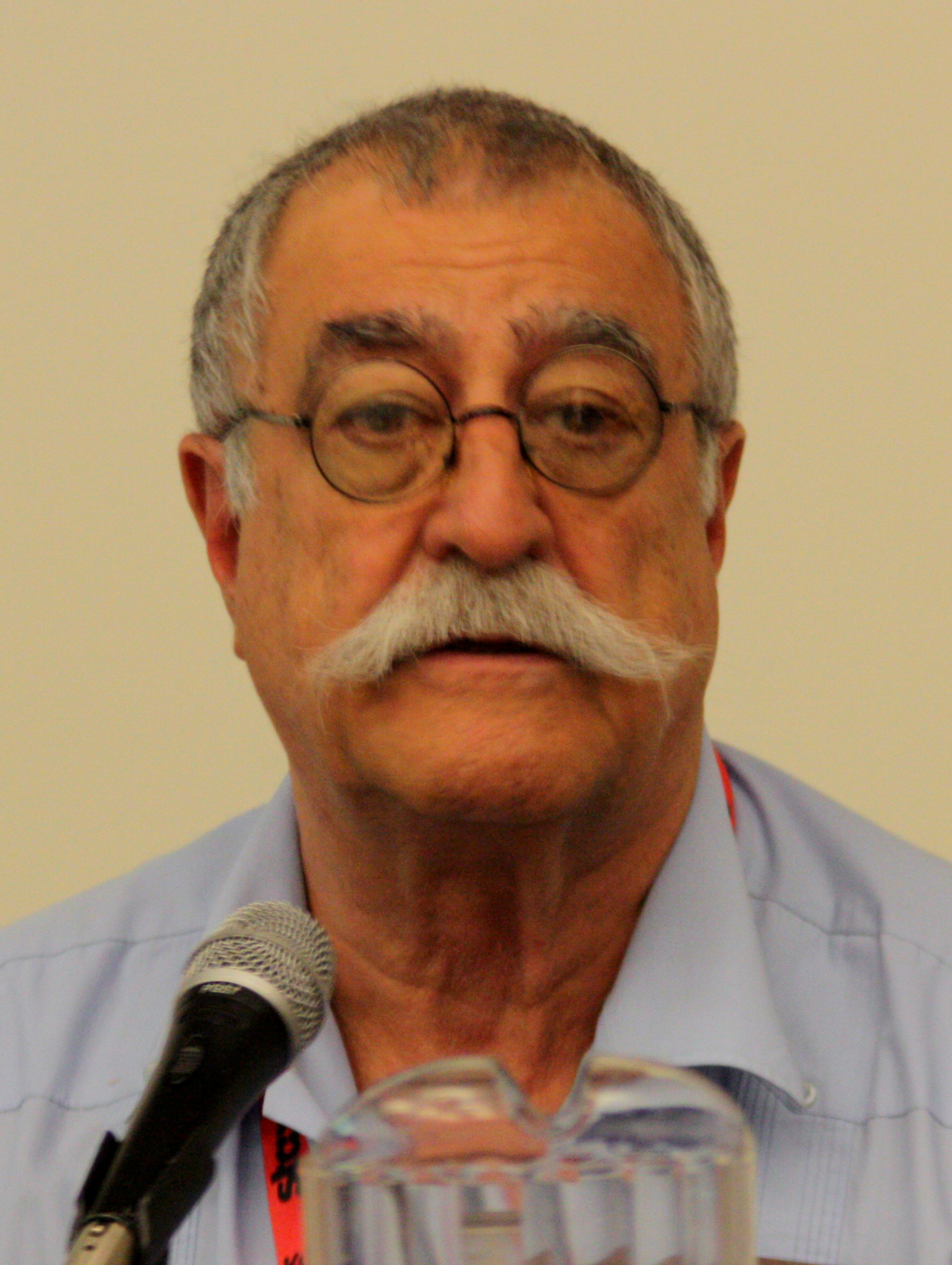
Sergio Aragonés, autor da série Groo - premiada em 1992 e 1999, e indicada em 1993, 1994, 1995 e 2015 - e dos especiais Sergio Aragones Destroys DC e Sergio Aragones Massacres Marvel, que, em conjunto, seriam as obras vencedoras da categoria em 1997.

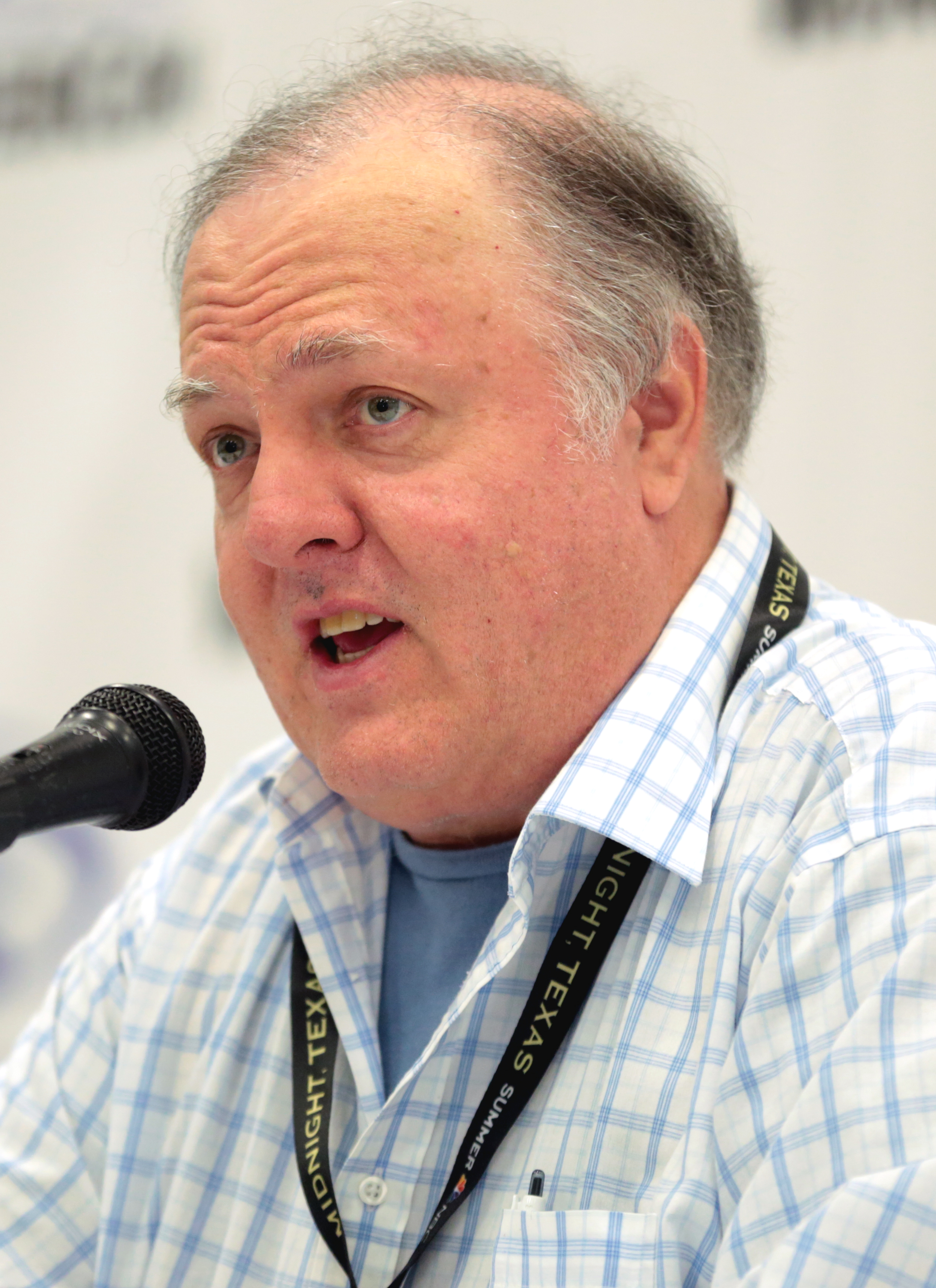
Mark Evanier, roteirista que atuou ao lado de Aragonés em Groo e em outros especiais de humor, divindo com ele as indicações e vitórias.

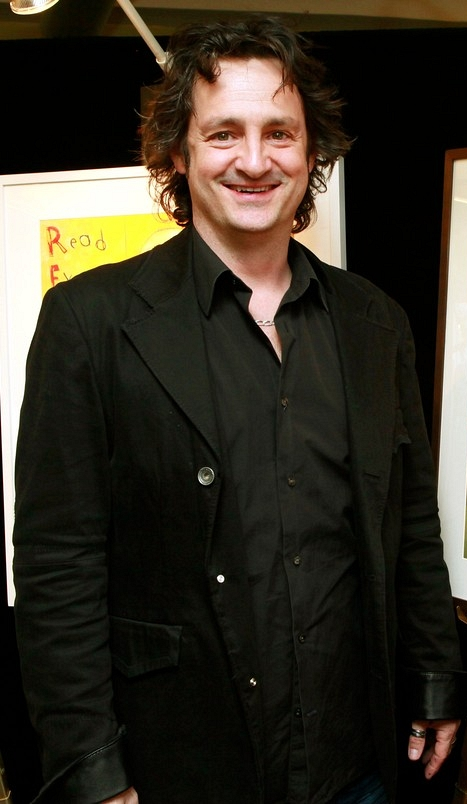
Jeff Smith, criador de Bone, série vencedora em 1993, 1994 e 1995.

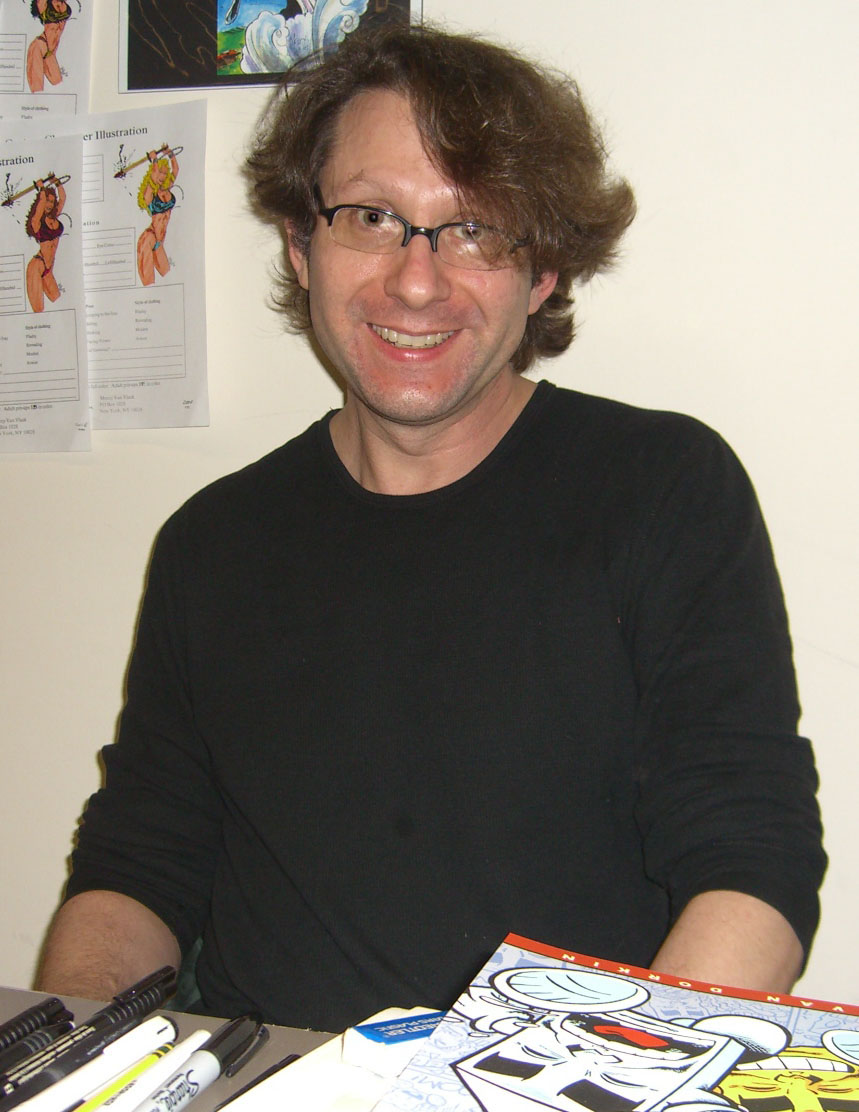
Evan Dorkin, autor da série Milk & Cheese, indicada à categoria em 1993, 1994, 1996 e 2012, e que, nas duas últimas oportunidades, consagrou-se vitoriosa.

Bart Simpon's Treehouse of Horror, coletânea especial publicada pela Bongo Comics em 1999, e obra vencedora da categoria em 2000.

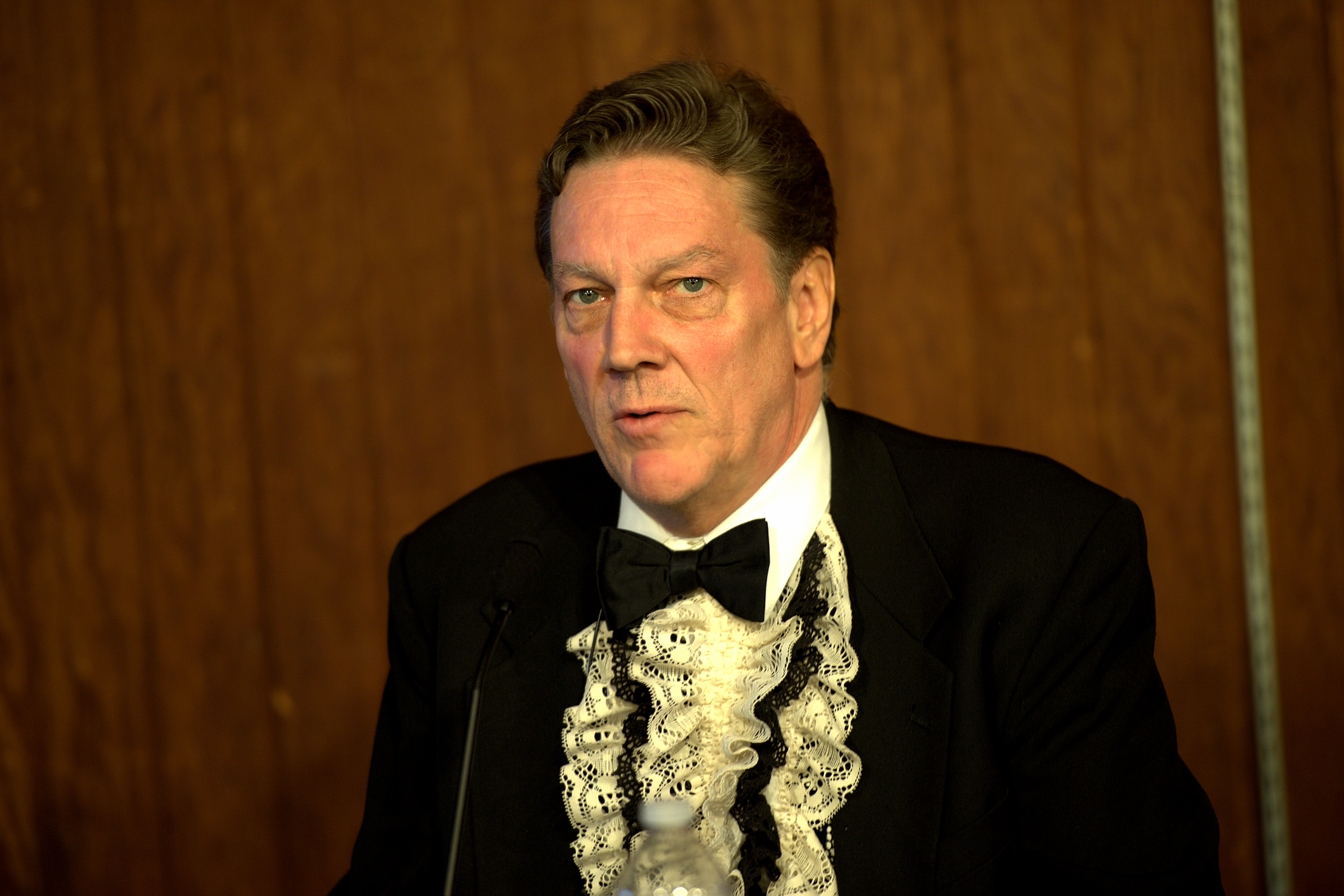
Tony Millionaire, criador do personagem "Sock Monkey", cuja série foi vencedora da categoria em 2001.

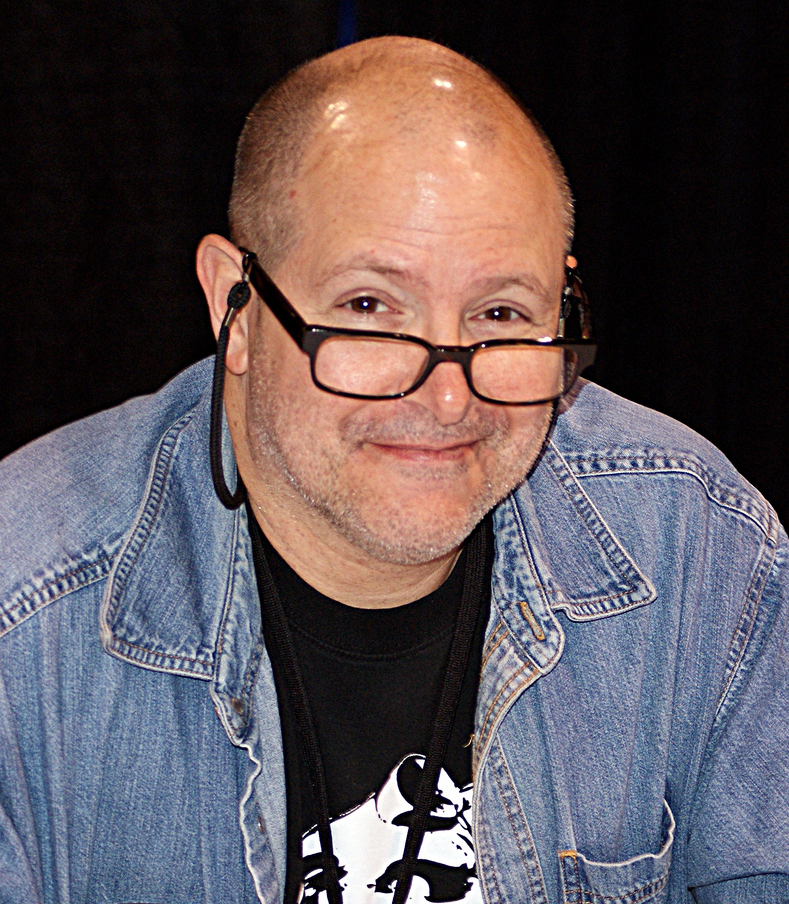
Mike Mignola, autor de The Amazing Screw-On Head, especial vencedor da categoria em 2003.

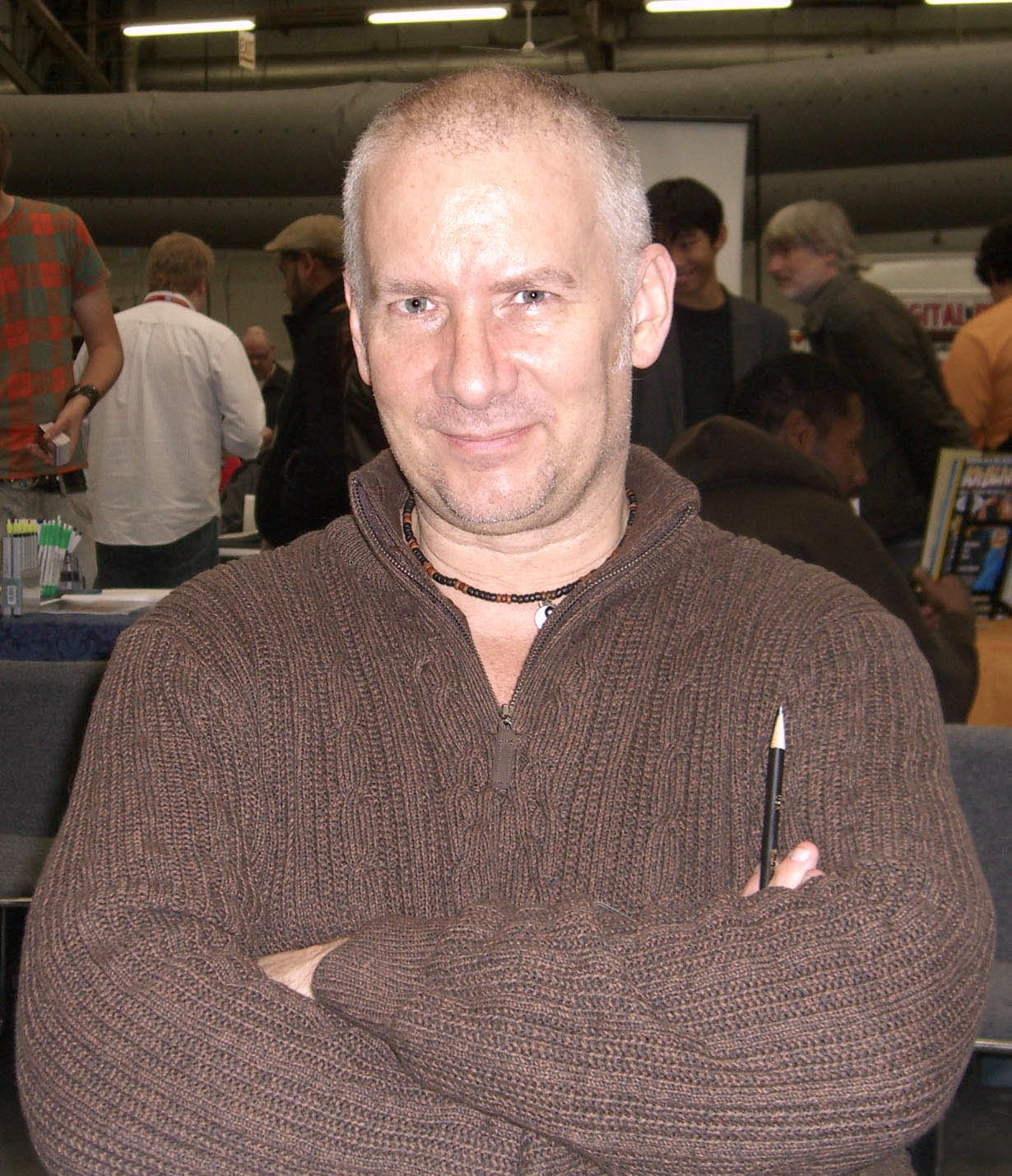
O ilustrador Kevin Maguire trabalhou ao lado dos roteiristas Keith Giffen e J. M. DeMatteis na aclamada minissérie Formerly Known as the Justice League, vencedora da categoria em 2004.

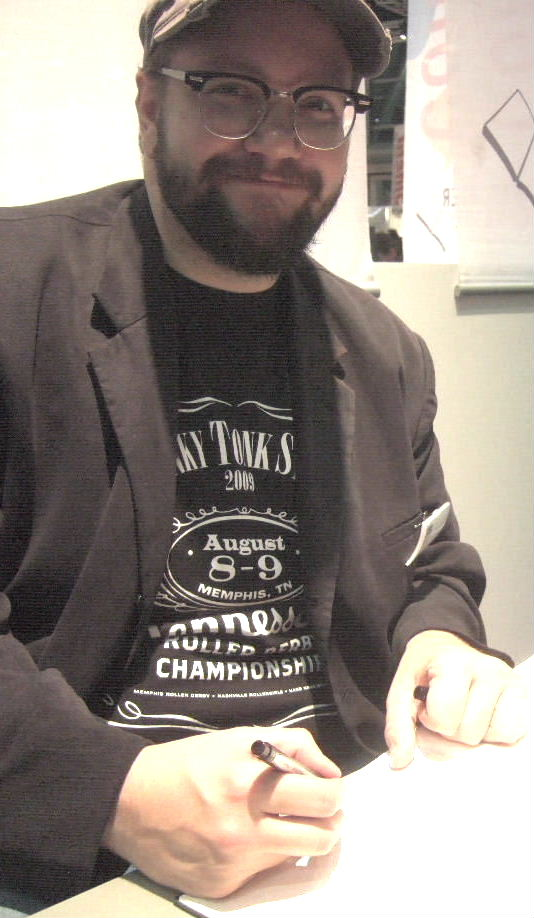
Eric Powell, criador da série The Goon, vencedora da categoria em 2005.

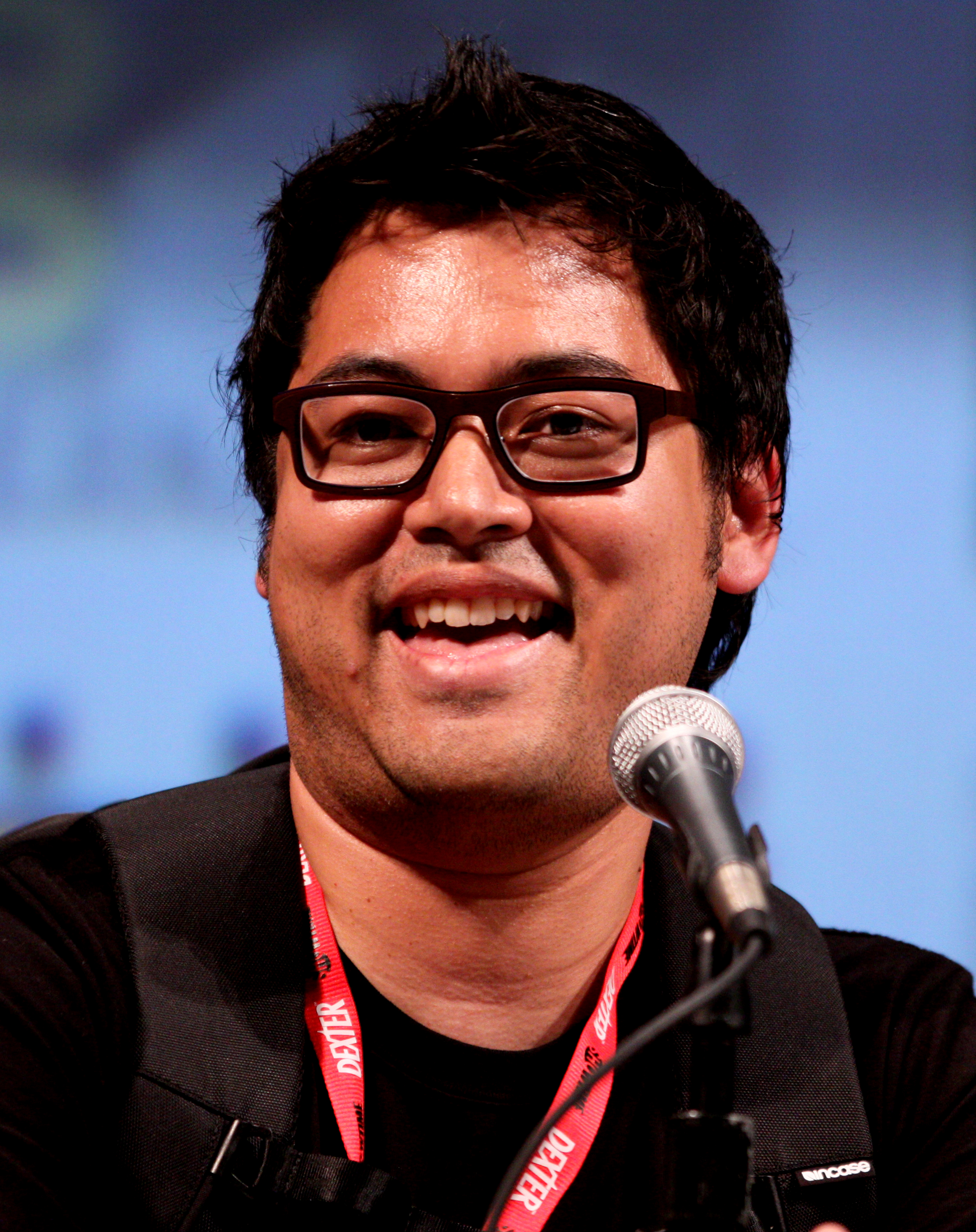
Bryan Lee O'Malley, criador da série Scott Pilgrim, cujo quinto volume, Scott Pilgrm vs. the Universe, seria a obra vencedora em 2010.

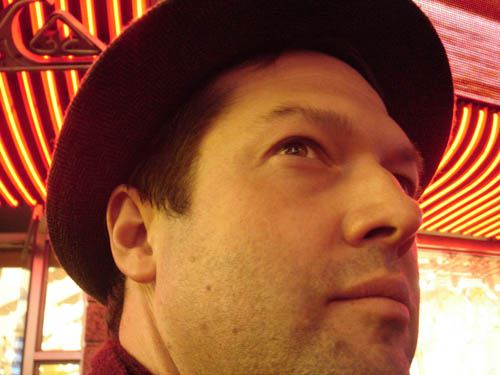
O cartunista Shannon Wheeler, autor de I Thought You Would Be Funnier, obra vencedora em 2011.

Milk and Cheese - Dairy Products Gone Bad!, coletânea de Evan Dorkin, e obra vencedora em 2012.

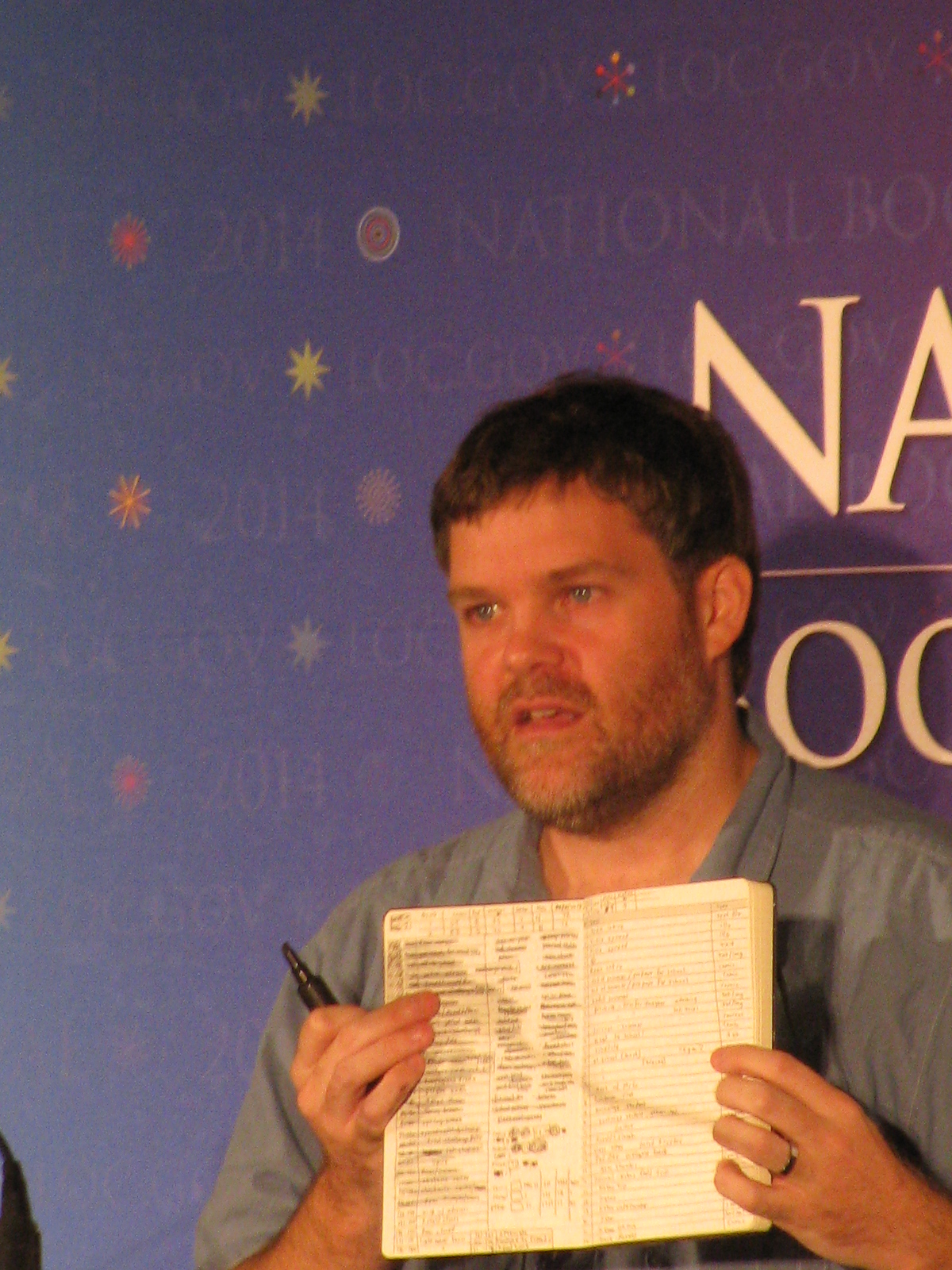
O cartunista Jeffrey Brown produziu Darth Vader and Son e Vader's Little Princess, obras vencedoras da categoria em 2013 e 2014, respectivamente.

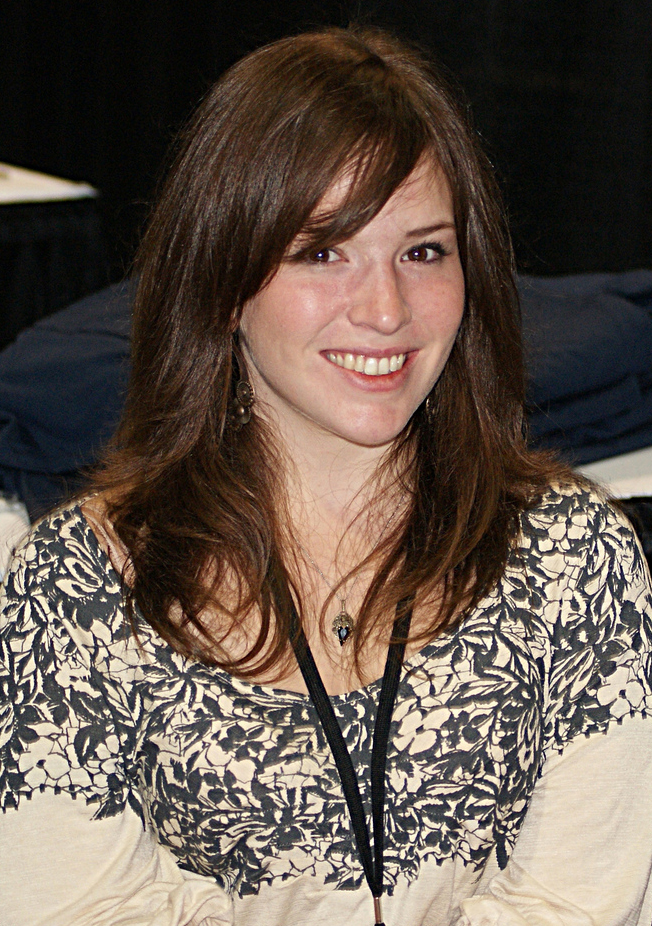
Kate Beaton, autora da série Hark! A Vagrant, cuja coletânea Step Aside, Pops seria a obra vencedora em 2016.

| 1992 | Groo the Wanderer | Mark Evanier | Sergio Aragones | Marvel/Epic | - Bill and Ted's Excellent Comic Book, por Evan Dorkin (Marvel) - Flaming Carrot, por Bob Burden (Dark Horse) - Hate, por Peter Bagge (Fantagraphics) - Naughty Bits, por Roberta Gregory (Fantagraphics) - 20 Nude Dancers 20, Year Two, por Mark Martin (Tundra) | [ 7 ]         |
| 1993 | Bone | Jeff Smith | Jeff Smith | Cartoon Press | - Eightball, por Dan Clowes (Fantagraphics) - Groo the Wanderer, por Sergio Aragones e Mark Evanier (Marvel Epic) - Hate, por Peter Bagge (Fantagraphics) - Legends of the Dark Knight #38: "Legends of the Dark Mite", por Alan Grant and Kevin O'Neill (DC) - Milk & Cheese, por Evan Dorkin (Slave Labor) - Nina's All-Time Greats Collector's Items Classics #1, por Nina Paley (Dark Horse) - Peep Show, por Joe Matt (Drawn & Quarterly) | [ 8 ]         |
| 1994 | Bone | Jeff Smith | Jeff Smith | Cartoon Press | - Milk & Cheese, por Evan Dorkin (Slave Labor) - Complete Bojeffries Saga, por Alan Moore e Steve Parkhouse (Kitchen Sink) - Groo the Wanderer, por Mark Evanier e Sergio Aragones (Marvel Epic) - Simpsons Comics, por Steve Vance, Cindy Vance e Bill Morrison (Bongo) | [ 9 ]         |
| 1995 | Bone | Jeff Smith | Jeff Smith | Cartoon Press | - Groo, por Sergio Aragones e Mark Evanier (Marvel Epic, Image Comics) - Hate, por Peter Bagge (Fantagraphics) - Radioactive Man, por Steve Vance, Bill Morrison e Cindy Vance (Bongo) - Ranma 1/2, por Rumiko Takahashi (Viz Media) | [ 10 ]        |
| 1996 | Milk & Cheese #666                                                                                                   | Evan Dorkin | Evan Dorkin | Slave Labor | - Acme Novelty Library, por Chris Ware (Fantagraphics) - Comic Book, por John Kricfalusi, Richard Pursel, Jim Smith e Shane Glines (Marvel) - Eightball, por Dan Clowes (Fantagraphics) - Zippy's House of Fun, por Bill Griffith (Fantagraphics) | [ 11 ]        |
| 1997 | Sergio Aragones Destroys DC                                                                                          | Mark Evanier | Sergio Aragones | DC | - Empty Love Stories #2, por Steve Darnall and various artists (Slave Labor) - Joy Ride and Other Stories, por Carol Lay (Kitchen Sink) - Patty Cake, por Scott Roberts (Permanent Press/Tapestry) - Ragmop, por Rob Walton (Planet Lucy) | [ 12 ]        |
| 1997 | Sergio Aragones Massacres Marvel                                                                                     | Mark Evanier | Sergio Aragones | Marvel | - Empty Love Stories #2, por Steve Darnall and various artists (Slave Labor) - Joy Ride and Other Stories, por Carol Lay (Kitchen Sink) - Patty Cake, por Scott Roberts (Permanent Press/Tapestry) - Ragmop, por Rob Walton (Planet Lucy) | [ 12 ]        |
| 1998 | Gon Swimmin' | Masashi Tanaka | Masashi Tanaka | Paradox Press | - Mystic Funnies, por Robert Crumb (Alex Jones) - Roswell, Little Green Man, por Bill Morrison (Bongo) - The Seduction of Mike, por R. Sikoryak e Michael Smith (Fantagraphics) - Squee!, por Jhonen Vasquez (Slave Labor) | [ 13 ]        |
| 1999 | Sergio Aragones' Groo                                                                                                | Mark Evanier | Sergio Aragones | Dark Horse | - Empty Love Stories, por Steve Darnall and various artists (Funny Valentine) - Lenore, por Roman Dirge (Slave Labor) - Simpsons Comics, por vários autores (Bongo) - The 3 Geeks, por Rick Koslowski (3 Finger Press) | [ 14 ]        |
| 2000 | Bart Simpson's Treehouse of Horror                                                                                   | Vários autores | Vários autores | Bongo | - Dork, por Evan Dorkin (Slave Labor) - Hey, Mister, por Pete Sickman-Garner (Top Shelf) - Land of Nod Rockabye Book, por Jay Stephens (Dark Horse) - Tomorrow Stories, por Alan Moore, Rick Veitch, Kevin Nowlan, Melinda Gebbie e Jim Baikie (ABC) | [ 15 ]        |
| 2001 | Sock Monkey, vol. 3                                                                                                  | Tony Millionaire | Tony Millionaire | Dark Horse/Maverick                                                                                                  | - Fortune & Glory, por Brian Michael Bendis (Oni) - Hey Mister: The Trouble with Jesus, por Pete Sickman-Garner (Top Shelf) - Post-Dykes to Watch Out For, por Alison Bechdel (Firebrand Books) - Snake 'n' Bacon Cartoon Cabaret, por Michael Kupperman (HarperCollins) | [ 16 ]        |
| 2002 | Radioactive Man | Vários autores | Vários autores | Bongo | - The Adventures of Barry Ween, Boy Genius: Monkey Tales, por Judd Winick (Oni) - Bizarro Comics, por vários autores, editado por Joey Cavalieri (DC) - Dork #9, por Evan Dorkin (Slave Labor) - Hey, Mister: Dial "M" for Mister, por Pete Sickman-Garner (Top Shelf) - Jingle Belle: The Mighty Elves, por Paul Dini e J. Bone (Oni) | [ 17 ]        |
| 2003 | The Amazing Screw-On Head                                                                                            | Mike Mignola | Mike Mignola | Dark Horse | - Dork, por Evan Dorkin (SLG) - Fred the Clown, por Roger Langridge (Hotel Fred Press) - The House at Maakies Corner, por Tony Millionaire (Fantagraphics) - The Pro, por Garth Ennis Amanda Conner e Jimmy Palmiotti (Image) - Zippy Annual 2002, por Bill Griffith (Fantagraphics) | [ 18 ]        |
| 2004 | Formerly Known as the Justice League                                                                                 | Keith Giffen e J. M. DeMatteis                                                                                       | Kevin Maguire e Joe Rubinstein                                                                                       | DC Comics | - Circling the Drain (The Collected Dork, vol. 2), por Evan Dorkin (SLG) - The Goon, por Eric Powell (Dark Horse) - The New Baker, por Kyle Baker (Kyle Baker Publishing) - What's Michael, vols. 7 e 8, por Makoto Kobayashi (Dark Horse) | [ 19 ]        |
| 2005 | The Goon | Eric Powell | Eric Powell | Dark Horse | - Angry Youth Comix, por Johnny Ryan (Fantagraphics) - Birth of a Nation, por Aaron McGruder, Reginald Hudlin e Kyle Baker (Crown) - Kyle Baker, Cartoonist, por Kyle Baker (Kyle Baker Publishing) - Plastic Man, por Kyle Baker e Scott Morse (DC) | [ 20 ]        |
| 2006 | A categoria não foi incluída em razão da similaridade com as indicações para "Best Writer/Artist: Humor" naquele ano | A categoria não foi incluída em razão da similaridade com as indicações para "Best Writer/Artist: Humor" naquele ano | A categoria não foi incluída em razão da similaridade com as indicações para "Best Writer/Artist: Humor" naquele ano | A categoria não foi incluída em razão da similaridade com as indicações para "Best Writer/Artist: Humor" naquele ano | A categoria não foi incluída em razão da similaridade com as indicações para "Best Writer/Artist: Humor" naquele ano | [ 6 ]         |
| 2007 | Flaming Carrot Comics                                                                                                | Bob Burden | Bob Burden | Desperado/Image Comics                                                                                               | - Onionhead Monster Attacks, por Paul Friedrich (Hellcar) - Schizo #4, por Ivan Brunetti (Fantagraphics) - Tales Designed to Thrizzle, por Michael Kupperman (Fantagraphics) - Truth Serum, por Jon Adams (City Cyclops) | [ 21 ]        |
| 2008 | Perry Bible Fellowship: The Trial of Colonel Sweeto and Other Stories                                                | Nicholas Gurewitch                                                                                                   | Nicholas Gurewitch                                                                                                   | Dark Horse | - Dwight T. Albatross's The Goon Noir, editada por Matt Dryer (Dark Horse) - Johnny Hiro, por Fred Chao (AdHouse) - Lucha Libre, por vários autores (Image) - Wonton Soup, por James Stokoe (Oni) | [ 22 ]        |
| 2009 | Herbie Archives | Richard E. Hughes | Ogden Whitney | Dark Horse | - Arsenic Lullaby Pulp Edition No. Zero, por Douglas Paszkiewicz (Arsenic Lullade) - Chumble Spuzz, por Ethan Nicolle (SLG) - Petey and Pussy, por John Kerschbaum (Fantagraphics) - Wondermark: Beards of Our Forefathers, por David Malki (Dark Horse) | [ 23 ]        |
| 2010 | Scott Pilgrim vol. 5: Scott Pilgrm vs. the Universe                                                                  | Brian Lee O'Malley                                                                                                   | Brian Lee O'Malley                                                                                                   | Oni Press | - Drinky Crow's Maakies Treasury, por Tony Millionaire (Fantagraphics) - Everybody Is Stupid Except for Me, And Other Astute Observations, por Peter Bagge (Fantagraphics) - Little Lulu, vols. 19-21, por John Stanley e Irving Tripp (Dark Horse Books) - The Muppet Show Comic Book: Meet the Muppets, por Roger Langridge (BOOM Kids!) | [ 24 ]        |
| 2011 | I Thought You Would Be Funnier                                                                                       | Shannon Wheeler | Shannon Wheeler | BOOM! | - Afrodisiac, por Jim Rugg e Brian Maruca (Adhouse) - Comic Book Guy: The Comic Book, por Ian Boothby, John Delaney e Dan Davis (Bongo) - Drinking at the Movies, por Julia Wertz (Three Rivers Press/Crown) - Literature: Unsuccessfully Competing Against TV Since 1953, por Dave Kellett (Small Fish Studios) - Prime Baby, por Gene Luen Yang (First Second)                                                                               | [ 25 ]        |
| 2012 | Milk & Cheese: Dairy Products Gone Bad                                                                               | Evan Dorkin | Evan Dorkin | Dark Horse Books | - The Art of Doug Sneyd: A Collection of Playboy Cartoons, por vários autores (Dark Horse Books) - Chimichanga, por Eric Powell (Dark Horse) - Coffee: It's What's for Dinner, por Dave Kellett (Small Fish) - Kinky & Cosy, por Nix (NBM) | [ 26 ]        |
| 2013 | Darth Vader and Son                                                                                                  | Jeffrey Brown | Jeffrey Brown | Chronicle | - Adventure Time, por Ryan North, Shelli Paroline e Braden Lamb (kaboom!) - BBXX: Baby Blues Decades 1 & 2, por Jerry Scott e Rick Kirkman (Andrews McMeel) - Naked Cartoonists, editado por Gary Groth (Fantagraphics) | [ 27 ]        |
| 2014 | Vader's Little Princess                                                                                              | Jeffrey Brown | Jeffrey Brown | Chronicle | - The Adventures of Superhero Girl, por Faith Erin Hicks (Dark Horse) - The Complete Don Quixote, por Miguel de Cervantes e Rob Davis (SelfMadeHero) - The (True!) History of Art, por Sylvain Coissard e Alexis Lemoine (SelfMadeHero) - You're All Just Jealous of My Jetpack, por Tom Gauld (Drawn & Quarterly) | [ 28 ]        |
| 2015 | The Complete Cul de Sac                                                                                              | Richard Thompson | Richard Thompson | Andrews McMeel Publishing                                                                                            | - Dog Butts and Love. And Stuff Like That. And Cats, por Jim Benton (NBM) - Groo vs. Conan, por Sergio Aragonés, Mark Evanier e Tom Yeates (Dark Horse) - Rocket Raccoon, por Skottie Young (Marvel) - Superior Foes of Spider-Man, por Nick Spencer e Steve Lieber (Marvel) | [ 29 ]        |
| 2016 | Step Aside, Pops: A Hark! A Vagrant Collection                                                                       | Kate Beaton | Kate Beaton | Drawn & Quarterly | - Cyanide & Happiness: Stab Factory, por Kris Wilson, Rob DenBleyker e Dave McElfatrick (BOOM! Studios/BOOM! Box) - Deep Dark Fears, por Fran Krause (Ten Speed Press) - Sexcastle, por Kyle Starks (Image) - UR, por Eric Haven (AdHouse) | [ 30 ]        |
| 2017 | Jughead | Chip Zdarsky | Ryan North Erica Henderson Derek Charm                                                                               | Archie Comics | - The Further Fattening Adventures of Pudge, Girl Blimp, por Lee Marrs (Marrs Books) - Hot Dog Taste Test, por Lisa Hanawalt (Drawn & Quarterly) - Man, I Hate Cursive, por Jim Benton (Andrews McMeel) - Yuge! 30 Years of Doonesbury on Trump, por G. B. Trudeau (Andrews McMeel) | [ 31 ]        |
| 2018 | Baking With Kafka | Tom Gauld | Tom Gauld | Drawn & Quarterly | - Batman/Elmer Fudd Special #1, por Tom King, Lee Weeks e Byron Vaughn (DC) - The Flintstones, por Mark Russell, Steve Pugh, Rick Leonardi e Scott Hanna (DC) - Rock Candy Mountain, por Kyle Starks (Image) - Wallace the Brave, por Will Henry (Andrews McMeel) | [ 32 ] [ 33 ] |
| 2019 | Giant Days | John Allison | Max Sarin Julia Madrigal                                                                                             | BOOM! Box | - Get Naked, por Steven T. Seagle e vários artistas (Image) - Mad Magazine, editada por Bill Morrison (DC Comics) - A Perfect Failure: Fanta Bukowski 3, por Noah Van Sciver (Fantagraphics) - Woman World, por Aminder Dhaliwal (Drawn & Quarterly) | [ 34 ]        |
| 2020 | The Way of the Househusband, vol. 1                                                                                  | Kousuke Oono | Kousuke Oono | VIZ Media | - Anatomy of Authors, por Dave Kellett (SheldonComics.com) - Death Wins a Goldfish, por Brian Rea (Chronicle Books) - Minotäar, por Lissa Treiman (Shortbox) - Sobek, por James Stokoe (Shortbox) - Wondermark: Friends You Can Ride On, por David Malki (Wondermark) | [ 35 ]        |